# Тилбург
 Тази статия е за града в Нидерландия.  За общината вижте Тилбург (община).  
Тилбург (на нидерландски: Tilburg, произношение) е град в южна Нидерландия, център на община Тилбург в провинция Северен Брабант. Община Тилбург има население от 215 521 жители (по приблизителна оценка от януари 2018 г.). Тилбург е част от градската мрежа Брабантстад.

## История
Тилбург се споменава за пръв път в източник от 709 година и след дълго прекъсване – отново през 1191 година. Дълго време Тилбург е област с отделни махали и малки села, т.нар. хердганги, свързани помежду си. Старите селищни ядра могат все още да се намерят в имената на различните стари квартали като Хойвел, 'т Хайке, Корвел, Велдховен, Брукховен, Урле, Хаселт и 'т Гоирке. Едва през 1809 г. Тилбург получава права на град.
Градът нараства в края на XIX век заради текстилната промишленост, която се развива между хердгангите. След изчезването на този промишлен отрасъл през 60-те години на XX век съвременна промишленост се настанява по индустриалните терени в периферията на града. От 80-те години на XX век празните места в града, където са се намирали текстилните фабрики, се застрояват с жилища.
На народен език тилбургчани винаги са наричани „пикаещи в гърнета“ (kruikenzeikers). (Карнавалното име на Тилбург, Кройкенстад, е получено оттам). Това е така, защото жителите са уринирали в миналото в гърнета. Гърнетата с урина се продавали на текстилните производители от XVII век, които се нуждаели от урината за обработка на вълната. След XVII век за тази цел се използват химикали, но „пикаенето в гърнета“ продължава до края на XIX век.
Крал Вилем II с удоволствие стоял в Тилбург. Един път той казал за града: „Тук дишам открито и свободно“. По негова заповед в центъра на града е построен дворец. Самият той никога не е живял в него, защото починал преди завършването му. Дворецът е прехвърлен от кралското семейство на общината при условие, че ще се използва за Висше гражданско училище. Това Държавно висше гражданско училище „Крал Вилем II“ съществува и днес като Колеж „Вилем II“, но в друга сграда. Най-известният ученик на училището е Винсент ван Гог, който учи там в периода 1866 – 1868 г. Дворецът понастоящем е част от сградата на общината.
През август 1900 г. Тилбург е развълнуван от убиството на Мариче Кеселс. След като е търсена два дни, тялото на 11-годишната дъщеря на фабрикант е намерено на тавана на църквата Нордхуккерк. Един от тримата главни обвиняеми, пасторът, при съдебното разследване е оправдан. Случаят си остава неразкрит.
От 1993 г. в Тилбург се развива явна политика на високи строежи. Построени са три високи сгради, които за нидерландските разбирания са небостъргачи – сградата на застрахователната компания Интерполис и жилищният блок „Вестпойнът“. Блокът е висок 143,1 m и за известно време е бил най-високият жилищен блок в Нидерландия – титла, която е приета след него от сградата „Монтевидео“ в Ротердам. Междувременно в Тилбург е построен втори жилищен блок с височина 101 m – „Стадсхер“.
През 60-те години на XX век Тилбург се профилира като „Сърцето на Брабант“. По-късно градът се афишира с мотото „Тилбург, модерен промишлен град.“ Междувременно този девиз е заменен със символа „Т“.

## Управление
Град Тилбург е център на община Тилбург, която освен самия град включва бившите общини Беркел-Енсхот (присъединена през 1996 година) и Юденаут (присъединена през 1997 година).
Тилбург се разделя на 8 градски района: Биненстад, Ауд Норд, Ауд Зойд, Тилбург север, Тилбург запад, Тилбург юг, Тилбург изток и Ресхоф.

## Инфраструктура
В Тилбург се намират няколко висши училища: Тилбургския университет и клонове на професионалните Висше училище „Аванс“ и Висше училище „Фонтейс“.
Градът има три железопътни гари: Тилбург, Тилбург Юниверситайт и Тилбург Ресхоф.

## Култура
Тилбург е известен със своя десетдневен панаир, провеждан всяка година през юли.